# عمران الزعبي
عمران عاهد الزعبي من مواليد دمشق (1959 – 6 تموز 2018) سياسي وحقوقي ومحلل سياسي سوري، ووزير إعلام أسبق.
ولد في دمشق في سنة 1959 وتعود أصوله لمحافظة درعا، تخرج من كلية الحقوق في جامعة دمشق، ثم عمل محامياً. نشر عدداً من البحوث في مجال القانون المدني والتجاري والسياسة والإعلام. درّس الثقافة القومية في جامعة دمشق 8 سنوات. في سنة 2012 عيّن وزيراً للإعلام في التشكيلة الوزارية الجديدة. كان محللاً سياسياً بارزاً، وتميز عن وزراء الإعلام السابقين بقدرته على اتخاذ القرارات على مسؤوليته.
توفي صباح يوم الجمعة 6 يوليو 2018 إثر نوبة قلبية حادة نقل على إثرها إلى مستشفى الشامي في دمشق حيث وافته المنية هناك.